# Lauren Chapin

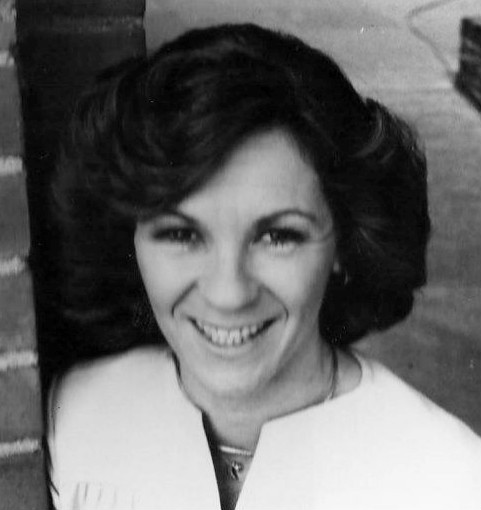
Lauren Chapin 1977

Lauren Ann Chapin (* 23. Mai 1945 in Los Angeles, Kalifornien) ist eine US-amerikanische Schauspielerin, die als Kathy „Kitten“ Anderson in der Fernsehserie Vater ist der Beste bekannt wurde.

## Leben
Chapin wurde als Tochter von Roy Chapin, einem Bankdirektor, und Marquerite Alice Barringer in Los Angeles geboren und an der Hollywood Professional School ausgebildet. Ihre älteren Brüder sind die Schauspieler William McClellan „Billy“ Chapin (1943–2016) und Michael Chapin (* 1936).
Nachdem die Produktion von Vater ist der Beste im Jahr 1960 eingestellt worden war, geriet ihr Leben aus den Fugen. Laut einem am 2. Januar 1981 in der Washington Post veröffentlichten Artikel heiratete Chapin im Alter von nur 16 Jahren – am 25. Februar 1962 – Jerry Jones, von dem sie sich bereits zwei Jahre später trennte und sich 1966 nach insgesamt fünf Jahren scheiden ließ. Während dieser Zeit wurde sie süchtig nach Diätpillen und verlor ein Gerichtsverfahren gegen ihre Mutter, die sie auf 90.000 US-Dollar aus ihrem Treuhandfonds mit den Einnahmen aus der Fernsehserie verklagt hatte; Lauren blieben am Ende nur 19.000 US-Dollar.
In einem 1983 gegebenen Interview sagte Chapin: „Ich konnte keinen Job bekommen. Ich war für die Rolle der Kathy Anderson gecastet worden. Je mehr ich nicht arbeitete, desto mehr trank meine Mutter und desto streitlustiger wurde ich. Ich begann von zu Hause wegzulaufen. Ich wurde ein unverbesserliches Kind.“
Sie wurde abhängig von Amphetamin und Heroin und wurde nach einem Selbstmordversuch in eine psychiatrische Anstalt eingewiesen. Sie nahm nicht nur Drogen, sondern verkaufte sie auch in San Francisco und wurde in Hollywood wegen Fälschung eines Schecks verhaftet. Sie räumte ein: „Das war der Anfang von mehreren Jahren im und außerhalb des Gefängnisses.“
Nach ihrem Gefängnisaufenthalt begab sie sich in eine Reha-Maßnahme, wurde religiös und änderte ihr Leben. Auch die Geburt ihrer Kinder, der Schauspielerin Summer-Healy Chapin (* 1978) und ihres Sohnes Matthew Chapin, trug dazu positiv bei.
US-amerikanische Städte in Oklahoma, Texas und Florida verliehen ihr den Ehrenbürgermeister-Titel für ihre Wohltätigkeitsarbeit, die unterprivilegierten und missbrauchten Kindern hilft.

## Karriere
Chapin begann ihre Karriere als Kinderdarstellerin und wurde vor allem durch ihre Rolle als jüngstes Kind Kathy „Kitten“ Anderson in der Fernsehserie Vater ist der Beste bekannt. Sie trat in 196 von 203 Folgen der zwischen 1954 und 1960 produzierten Sitcom auf sowie in zwei Fernsehfilmen zur Serie im Jahr 1977. Für ihre Darstellung wurde sie mit fünf Junior Emmy Awards als beste Kinderdarstellerin ausgezeichnet.
In den 1950er Jahren war sie auch in Ein neuer Stern am Himmel (1954), in der Bob Hope Show (1954) sowie der Ed Sullivan Show (1958) zu sehen und machte Fernsehwerbung für Scot Towels. Nach dem Ende von Vater ist der Beste, und aufgrund ihrer persönlichen Lebensumstände, hatte sie danach nur noch vereinzelt Rollen vor der Kamera, so in The Amorous Adventures of Don Quixote and Sancho Panza (1976) und Scout’s Honor (1980). 1984 war sie bei den 36th Prime Time Emmy Awards zu sehen.
In den frühen 1980er Jahren unterrichtete Chapin natürliche Geburten und arbeitete für eine Maklerfirma. 1981 berichtete eine andere Zeitung, dass Chapin, als die Schauspielrollen ausblieben, als „Flugbegleiterin, Hundefrisörin, Versicherungssachverständige, in einer Autowerkstatt und Cocktail-Kellnerin“ arbeitete.
Im Jahr 1989 schrieb sie gemeinsam mit Andrew Collins ihre Autobiografie Father Does Know Best: The Lauren Chapin Story, die es in die Bestseller-Liste der New York Times schaffte. In einem Interview in der Sendung Live! with Regis and Kathie Lee sprach sie über ihre Autobiografie, in der sie erklärt, dass sie sowohl von ihrem Vater als auch von dessen Freund, einem Mann, den sie als Kind „Onkel“ nannte, sexuell missbraucht worden war.
Zuletzt betreute Chapin junge Sänger und Schauspieler wie Jennifer Love Hewitt und trat ab Herbst 2007 als Teil der „Vagabond Group“ in einer interaktiven Live-Version von Father Knows Best sowie Margaret auf Kreuzfahrten, Kongressen und andere Veranstaltungen auf. Von 2016 bis 2017 hatte sie eine wiederkehrende Rolle in School Bus Diaries als Mama Bev.
Chapin wurde zur Pfarrerin und Evangelistin ordiniert und ist eine Fürsprecherin Israels.

## Filmografie
- 1952–1955: Lux Video Theatre (Fernsehserie, 3 Folgen)
- 1954: Ein neuer Stern am Himmel (A Star Is Born)
- 1954–1960: Vater ist der Beste (Father Knows Best, Fernsehserie, 201 Folgen)
- 1955: Kleine Spiele aus Übersee (Fireside Theater, Fernsehserie, Folge 7x39)
- 1956: Blut an meinen Händen (Tension at Table Rock)
- 1960: General Electric Theater (Fernsehserie, Folge 9x01)
- 1976: The Amorous Adventures of Don Quixote and Sancho Panza (Alternativtitel: The Erotic Adventures of Don Quixote)
- 1977: The Father Knows Best Reunion (Fernsehfilm)
- 1977: Father Knows Best: Home for Christmas (Fernsehfilm)
- 1980: Scout’s Honor (Fernsehfilm)
- 2016–2017: School Bus Diaries (Fernsehserie, 8 Folgen)